# Miconia cajanumana
Miconia cajanumana es una especie de planta con flor en la familia de las Melastomataceae. Es originaria de  Ecuador.

## Distribución y hábitat
Es un arbusto o árbol endémico de los Andes del sur de Ecuador. Conocido desde seis colecciones, la mayoría de ellos en las provincias de Provincia de Loja y Provincia de Zamora Chinchipe. La única colección de la provincia de El Oro es de 1947, en Chepel, al noreste de Zaruma. En la provincia de Loja, se ha recogido en la carretera Loja-La Toma, al este del pase en la carretera Loja-Zamora, y en el interior del Parque nacional Podocarpus en Cajanuma y Loma Larga. Considerado Vulnerable por la UICN en 1998 (VU B1 + 2c) y "rara" en 1997 (Oldfield et al . 1998, Walter y Gillett 1998). Aparte de la destrucción del hábitat, no se conocen amenazas específicas.

## Taxonomía
Miconia cajanumana fue descrita por Wurdack y publicado en Memoirs of The New York Botanical Garden 16: 17, f. 2. f–j. 1967.
Etimología
Miconia: nombre genérico que fue otorgado en honor del botánico catalán Francisco Micó.
cajanumana: epíteto geográfico que alude a su localización en Cajanuma.